# 緋花玉
緋花玉（ひかだま、ヒカダマ、学名：Gymnocalycium baldianum）は、サボテン科ギムノカリキウム属の一つである。ギムノカリキウム属のサボテンの中で、普及種と代表種として知られている。原産国はアルゼンチン。
緋花玉は美しい濃青緑色だが、赤い花が咲き、開花時期が毎年4月から9月まで。一般的な花筒は常に毛や刺で覆われているのが、ギムノカリキウム属のサボテンの花筒はこのように鱗状になっている。Gymnocalyciumとは、ギリシャ語で「裸の顎」を意味し、そして、花筒の特徴を指して付けられた名前である。寒い環境でも強く育てるのに、真夏の直射日光と長期の乾燥を嫌う。花は一日中開いて、夜になると閉じていき、数日間開閉を繰り返し、1輪の開花期間は通常約2日から3日まで。